# 马克斯·佩鲁茨
马克斯·费迪南德·佩鲁茨，OM（德語：Max Ferdinand Perutz，1914年5月19日—2002年2月6日），奥地利-英国分子生物学家，1962年获诺贝尔化学奖。